# Ђоко Вјештица
Ђорђе Ђоко Вјештица (Отрић, код Грачаца, 9. мај 1939 — Београд, 18. новембар 2008) био је српски новинар.
Новинарску каријеру почео је у листу „Борба“. Од 1971. године ради у Студију Б и један је од оснивача те радио-станице. Многи га памте као уредника и водитеља радио емисије Београдске разгледнице.
Добитник је многих награда и признања, међу којима награда „Светозар Марковић“, а 2005. године Удружење новинара Србије додељује му награду за животно дело. На иницијативу Ђокe Вјештице 1988. године одржан је први „Београдски маратон“
Установљена је новинарска награда за хуманост 2011. године, названа је по њему.